# Nadiem Amiri
Nadiem Amiri (perzsául: ندیم امیری; Ludwigshafen, 1996. február 11. –) afgán származású német labdarúgó, a Mainz 05 játékosa.

## Pályafutása
2022. január 29-én jelentették be, hogy a 2021–22-es idény hátralévő részét kölcsönben az olasz Genoa csapatánál tölti.

## Sikerei, díjai
- Bayer 04 Leverkusen
  - Német bajnok: 2023–24
  - Német kupa: 2023–24
- Németország U21
  - U21-es labdarúgó-Európa-bajnokság: 2017
- Egyéni
  - Bundesliga – A hónap gólja: 2021. január[3]